# José Sotero Castañeda
José Sotero Castañeda (Michoacán, 1780 - Ciudad de México, 7 de octubre de 1844) fue un abogado novohispano que se unió al bando insurgente durante la guerra de la independencia de México. Después de indultarse y consumarse la independencia, fue magistrado y diputado.

## Semblanza biográfica
Obtuvo el título de abogado en el Colegio de San Ildefonso. Ejerció su profesión en la Ciudad de México hasta que en 1812 decidió unirse a las filas insurgentes con la intención de prestar sus conocimientos y servicios. Inicialmente se presentó ante Ignacio López Rayón, quien no se mostró muy interesado en su ofrecimiento. Poco después se unió a José María Morelos, quien lo nombró auditor de Guerra. Al igual que Juan Nepomuceno Rosains, fue secretario de Morelos durante las primeras sesiones del Congreso de Anáhuac en Chilpancingo. Como secretario de Morelos firmó el decreto que abolía la esclavitud en América.
En febrero de 1814 fue designado diputado del Congreso en representación de la provincia de Nueva Vizcaya.  En octubre del mismo año fue firmante y redactor del Decreto Constitucional para la Libertad de la América Mexicana.  Debido a las constantes persecuciones realizadas por el ejército realista se trasladó a Tehuacán y Coxcatlán con algunos pocos miembros del Congreso, del cual era vicepresidente. Cuando Manuel Mier y Terán disolvió el Congreso, Sotero Castañeda militó con Guadalupe Victoria como su asesor y consejero durante 1816.
En marzo de 1817, decidió indultarse en Actopan ante el coronel Joaquín Márquez Donallo. Una vez aceptado su indulto, radicó en la Ciudad de México. Al consumarse la independencia en 1821, fue nombrado auditor de Guerra. En 1824, fue magistrado del Tribunal Superior del Estado de Michoacán; asimismo, fue miembro del Supremo Tribunal de Guerra y Marina. Fue elegido diputado al Congreso de la Unión, y llegó a presidir la Cámara de Diputados en 1829. Finalmente, fue magistrado de la Suprema Corte de Justicia de la Nación, cargo que ejerció hasta su muerte, la cual ocurrió el 7 de octubre de 1844 en la Ciudad de México.